# Требище (община Маврово и Ростуше)
Вижте пояснителната страница за други значения на Требище.
Требище или Требища (местното произношение е Требишча, на македонска литературна норма: Требиште; на албански: Trebishti, Требищи) е село в Северна Македония, в община Маврово и Ростуше.

## География
Селото е разположено в областта Долна Река в източните склонове на Дешат над пролома на Радика между Дешат и Чаушица.

## История

### Етимология
Според академик Иван Дуриданов етимологията на името Трепища е от личното име *Трепо, произлязло с обратно образуване от *Трепко, а то от *Требко < Трѣб(ь)ко, хипокористикон от композита като полските лични имена Trzebie-mir, Trzebie-sław, Trzebosław, словенските Trebo-bor, Trebi-brat, Trebe-mer, с основа trěb. Йордан Заимов смята, че първоначалното име е *Трьпишта от личното име *Трьпо, което произхожда от глагола трьпѣти. Според Дуриданов в историята на българския език няма данни за развитието на този глагол в *трепя.

### В Османската империя
В XIX век Требище е смесено християнско-мюсюлманско село. Църквата „Свети Ахил Преспански“, метох на Бигорския манастир, е от XIX век. В „Етнография на вилаетите Адрианопол, Монастир и Салоника“, издадена в Константинопол в 1878 година и отразяваща статистиката на населението от 1873 година, Требища (Trébichta) е посочено като село със 150 домакинства, като жителите му са 265 помаци и 144 българи. През 1885 година при обединяването на нахиите Горна и Долна Река Трепеще е определено за център на новата Реканска каза. В края на 1887 година центърът на казата е преместен от Требище в Жировница.
Според статистиката на Васил Кънчов („Македония. Етнография и статистика“) в 1900 Требища има 192 жители българи християни и 640 българи мохамедани.
На Етнографската карта на Битолския вилает на Картографския институт в София от 1901 година Требище е смесено село българи, помаци (българи мохамедани) и албанци в Реканската каза на Дебърския санджак със 129 къщи.
Цялото християнско население на селото е под върховенството на Българската екзархия. По данни на секретаря на екзархията Димитър Мишев („La Macédoine et sa Population Chrétienne“) в 1905 година в Требища има 336 българи екзархисти и в селото функционира българско училище.
Към 1910 година в селото се загнездва сръбската пропаганда и две къщи стават сърбомански. Властите обаче оказват съдействие на сръбската пропаганда и позволяват отваряне на сръбско училище.
Според статистика на вестник „Дебърски глас“ в 1911 година в Требища Река има 43 български екзархийски, 4 патриаршистки (2 от 1905 и 2 от 1910 г.) и 153 помашки къщи. В селото има сръбско училище с 1 учител и 2 ученици.

### В Сърбия, Югославия и Северна Македония
Според преброяването от 2002 година селото има 765 жители.
| Националност     | Всичко |
| северномакедонци | 303    |
| албанци          | 159    |
| турци            | 277    |
| роми             | 0      |
| власи            | 0      |
| сърби            | 0      |
| бошняци          | 18     |
| други            | 8      |

## Личности
Родени в Требище
- Симон Максевски, български възрожденски резбар
- Щерю Стоянов, български революционер от ВМОРО, четник на Никола Андреев[12]